# Joseph Dempsey
Joseph Francis "Joe" Dempsey (født 12. oktober 1875 i Philadelphia, død 7. august 1942 smst.) var en amerikansk roer, som deltog i OL 1904 i St. Louis.

## Rokarriere
Joe Dempsey var ud af en rigtig rofamilie og havde to brødre, der også roede. Joe Dempsey begyndte som sin bror Jim at ro i Pennsylvania Barge Club, men senere skiftede de til Vesper Boat Club, hvor Joe blev en del af otteren. Han var med i Vespers otter, der deltog i OL 1904 i St. Louis, hvor der ud over Vesper-båden blot deltog én anden båd, canadiske Toronto Argonauts. Det var en båd fra Vesper, der havde vundet samme konkurrence ved legene fire år forinden, og to mand gik igen fra denne båd: John Exley og styrmand Lou Abell. Resten af besætningen bestod ud over Lott af Mike Gleason, Charles Armstrong, Hunter Lott, Fred Cresser, Frank Schell og Jim Flanigan. Vesper genvandt OL-guldet med et forspring på tre længder til den canadiske båd. Vesper-otteren var ved den lejlighed trænet af Jim Dempsey.
Året efter var Joe Dempsey med Vespers otter til Henley Royal Regatta i England, hvor de knebent tabte til den lokale Leander Club.

## Videre karriere
Joe Dempsey blev som sin bror også rotræner og trænede blandt andet Jack Kelly, en af USA's helt store roere.